# 1086
1086 (MLXXXVI) fue un año común comenzado en jueves del calendario juliano.

## Acontecimientos
- En España: Yusuf se apodera de Algeciras y derrota Alfonso VI de Castilla en la Batalla de Sagrajas.
- El 1 de agosto finaliza en Salisbury el exhaustivo censo ordenado por el rey Guillermo I sobre sus tierras y las de sus vasallos por toda Inglaterra. Este minucioso trabajo se conoce hoy como Libro Domesday.
- En agosto se lleva a cabo El Juramento de Salisbury en donde todos los vasallos de Guillermo I realizaron una renovación de sus juramentos de lealtad.
- Llegada de los almorávides a al-Ándalus

## Nacimientos
- 24 de abril: Ramiro II el Monje, rey de Aragón.

## Fallecimientos
- Wang Anshi, hombre de estado y escritor chino.
- Al-Mutamán, rey de la Taifa de Zaragoza.